# Vallsjön (Rogsta socken, Hälsingland)
Vallsjön är en sjö i Hudiksvalls kommun i Hälsingland och ingår i Harmångersån-Delångersåns kustområde. Sjön har en area på 0,052 kvadratkilometer och ligger 24 meter över havet.

## Delavrinningsområde
Vallsjön ingår i det delavrinningsområde (684462-158832) som SMHI kallar för Rinner mot N M Bottenhavets kustvatten. Medelhöjden är 35 meter över havet och ytan är 6,76 kvadratkilometer. Det finns inga avrinningsområden uppströms utan avrinningsområdet är högsta punkten. Avrinningsområdets utflöde mynnar i havet, utan att ha någon enskild mynningsplats. Avrinningsområdet består mestadels av skog (91 procent). Avrinningsområdet har 0,11 kvadratkilometer vattenytor vilket ger det en sjöprocent på 1,6 procent.